# ترمون، کوتس دآرمر
ترمون، کوتس دآرمر (به فرانسوی: Tréméven, Côtes-d'Armor) یک کمون در فرانسه است که در Canton of Lanvollon واقع شده‌است.

## خصوصیات
ترمون ۵٫۱۲ کیلومترمربع مساحت و ۳۴۱ نفر جمعیت دارد.